# Thor Pedersen
 Der er flere personer med dette navn, se Thor Pedersen (flertydig).
Thor Pedersen (født 14. juni 1945 i Gentofte) er en dansk politiker. Han var formand for Folketinget 2007-2011, valgt ind for Venstre og var finansminister fra 2001-2007.

## Baggrund
Thor Pedersen blev født i 1945 i Gentofte, som søn af ingeniør Laurits Emil Pedersen og Erna Margrethe Pedersen, født Persson.
Thor Pedersen blev matematisk student fra Frederiksborg Statsskole i 1964.
Han ville have været pilot og var på et kort ophold på Hærens Flyveskole på Avnø, men der viste det sig at han havde en bygningsfejl i det ene øje og kunne derfor ikke optages som pilot.
Fra 1964-1966 var han sergent i Den Kongelige Livgarde.
Han blev cand.polit. fra Københavns Universitet i 1978.
Fra 1968 til 1975 var han salgchef i en privat virksomhed.
I perioderne 1975-1981 og 1994-2001 var han direktør i den private virksomhed Jydsk Rengøring. Han har været bestyrelsesmedlem i flere selskaber 1994-2001.

## Politisk karriere
Thor Pedersens politiske karriere begyndte i kommunalpolitik.
Han var medlem af Helsinge Kommunalbestyrelse 1974-1986, og borgmester i perioden 1978-1986.
Fra 1979 til 1984 var han partiet Ventres kandidat i Frederiksværkkredsen og fra 1984 og frem til 2011 var han kandidat i Hillerødkredsen.
Thor Pedersen blev medlem af Folketinget den 1. januar 1985, hvor han blev indvalgt for Venstre i Frederiksborg Amtskreds.

### Minister
I Poul Schlüters Firkløverregering var Thor Pedersen boligminister fra 12. marts 1986 til 9. september 1987 og indenrigsminister fra 10. september 1987 til  2. juni 1988. Han var indenrigsminister og minister for nordisk samarbejde fra 3. juni 1988 til  18. november 1992. Fra  19. november 1992 til 25. januar 1993 var han indenrigsminister og økonomiminister.

### I opposition
I 1990'erne var Thor Pedersen med Anders Fogh Rasmussen og Peter Brixtofte de tre "jokere" for Venstres daværende partiformand Uffe Ellemann-Jensen, da de alle var mulige kandidater til samtlige ministerposter.
Han var medlem af finansudvalget 1993-2001 og statsrevisor 1998-2001.

### Finansminister
Efter Folketingsvalget 2001 blev Thor Pedersen den 27. november 2001 finansminister i Regeringen Anders Fogh Rasmussen I.
Med sit omfattende erhvervsnetværk havde han været anset som favorit til posten.
I 2002 var Thor Pedersens boligforhold i søgelyset.
Han var blevet ejer af landejendommen Graudebjerggaard i Nakke ved Rørvig hvor der var bopælspligt.
Pedersen tilmeldte sig folkeregisteret der den 25. oktober 2000 men boede i sommerhus på Ramsvej, Ramløse det meste af tiden.
Sagen blev bragt til en forespørgelsesdebat i Folketinget af SF's landbrugsordfører Kristen Touborg.
Boligsagen førte til at regeringen i 2003 ønskede at ændre loven om bopælspligt for folketingsmedlemmer.
Thor Pedersens sag blev nævnt igen af debattører i forbindelse med Helle Thorning-Schmidts boligsag i 2010.
Som finansminister var Thor Pedersen i midten af 2000'erne involveret i den store danske fusion mellem energivirksomhederne DONG og Elsam.
Thor Pedersen oplevede som finansminister en økonomisk fremgang i Danmark i sådan en grad så han ved et pressemøde i august 2006 kunne proklamere at den samlede udlandsgæld var væk.
Ifølge Berlingske Tidende er Thor Pedersen kendt som en hård forhandlingsmand, der benyttede sig af at forhale møder og skrue op for varmen for at trætte modparten i forhandlingssituationer.
Thor Pedersen virkede som finansminister frem til 16. november 2007.
Da han takkede af som minister blev han beskrevet som "Anders Foghs loyale problemknuser" og "rygraden" i regeringen.

### Folketingets formand
Den 16. november 2007  blev han valgt til formand for Folketinget, et embede han bestred frem til valget 15. september 2011.
Blandt de opgaver som Thor Pedersen kom ud for som Folketingets formand var kontroversen omkring ramadanmiddagen på Christiansborg.
Ved folketingsvalget 2011 undlod han at genopstille.
Efter tiden i Folketinget har Thor Pedersen været involveret i erhvervsudviklingen i Odsherred Kommune som formand for partnerskabet Udvikling Odsherred.

## Netværk og hædersbevisninger
Thor Pedersen er tidligere (nu hvilende) medlem af VL-gruppe 16.
Han er kommandør af Dannebrogordenen.[kilde mangler]